# Lycosa perinflata
Lycosa perinflata là một loài nhện trong họ Lycosidae.
Loài này thuộc chi Lycosa. Lycosa perinflata được Pulleine miêu tả năm 1922.